# Colonial and Indian Exhibition
De Colonial and Indian Exhibition van 1886 was een omvangrijke tentoonstelling die werd gehouden in de Londense wijk South Kensington. Volgens Eduard VII, destijds Prins van Wales, was de bedoeling van de tentoonstelling om de handel en het eenheidsgevoel tussen de verschillende delen van het Britse Rijk te stimuleren. De tentoonstelling werd geopend door Koningin Victoria en telde tot de sluiting meer dan 5,5 miljoen bezoekers.

De regering van het Keizerrijk India en de Indiase adel hadden een groot aandeel in de tentoonstelling, hetgeen ook in de naam tot uitdrukking kwam. Hoewel het Britse-Rijk vele koloniën omvatte, waarvan een deel met zelfbestuur, waren alle deelnemers ondergeschikt aan de Britse kroon en is er dus sprake van een koloniale tentoonstelling.
. 

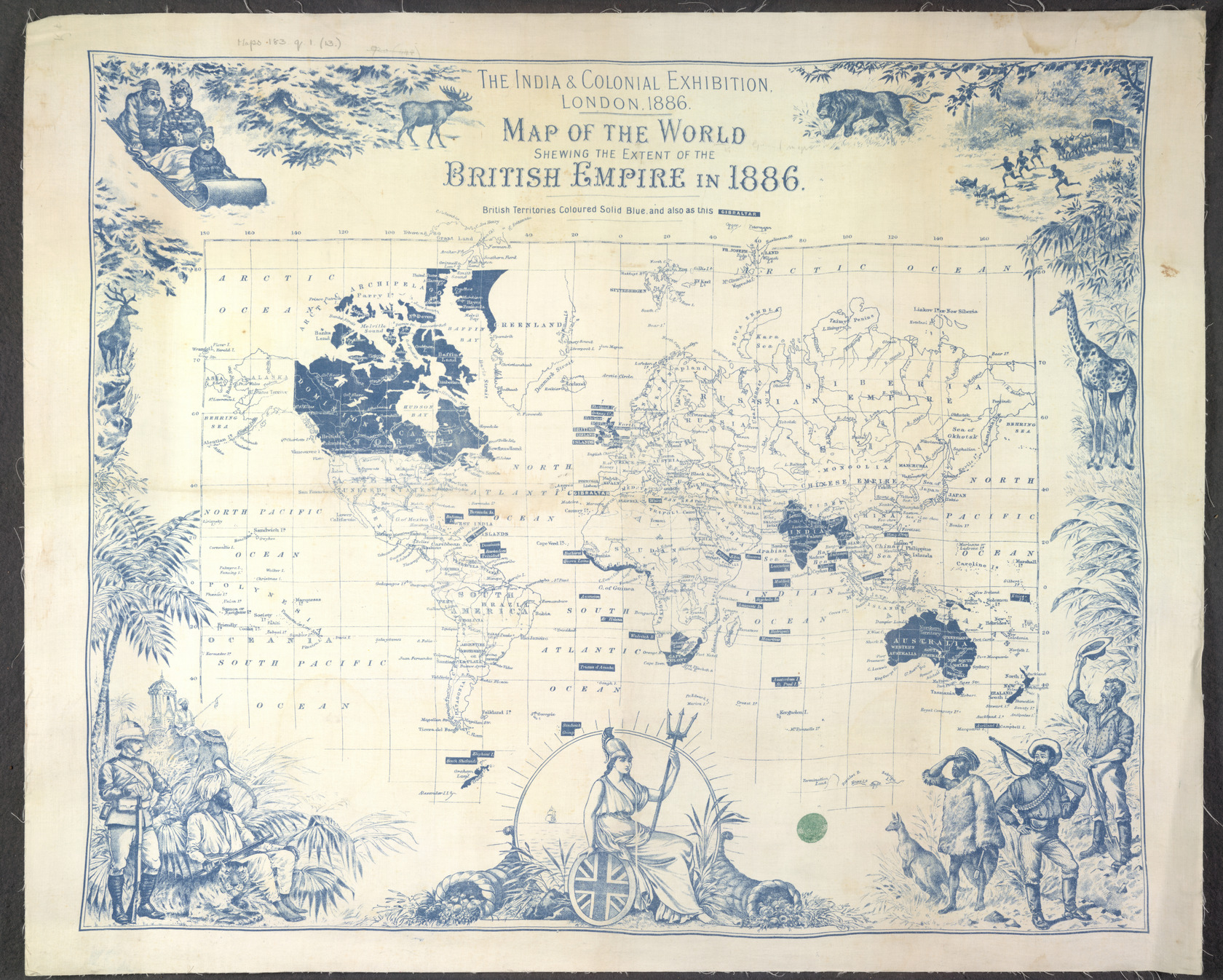
Kaart met de deelnemers aan de tentoonstelling

De bezoekers konden naast diverse producten uit de koloniën ook een culturele objecten bezichtigen, zoals een graftombe van de Māoris uit Nieuw-Zeeland,, een ceremonieel zwaard uit de kolonie Lagos een sprinkhanenmepper uit de Straits Settlements, de Britse Koloniën op het Maleisisch schiereiland, en Albert Bierstadt's schilderij van de Bahamas.
De afdeling voor Indiase kunst was verdeeld in verschillende stukken die elk een prinsdom vertegenwoordigden. Rajputana gebruikte een nagebouwde stadspoort van Jaipur als toegang. Dit was mogelijkgemaakt door de Maharadja van Jaipur.
Verschillende Indiërs, opmerkelijk genoeg uit de gevangenis van Agra, werden naar Londen gehaald om als levend tentoonstellingsmateriaal te dienen. Ze werden officieel als handwerkslieden aangeduid en bleken het vak geleerd te hebben als onderdeel van een resocialisatie programma van het Britse rijk.